# Placówka wywiadowcza nr 12 w Jaśle
Uzasadnienie: tamten artykuł wygląda na ogólniejszy
Placówka wywiadowcza nr 12 – organ wykonawczy wywiadu Korpusu Ochrony Pogranicza.
Placówka Wywiadowcza Nr 12 została utworzona z dniem 20 maja 1939 roku na podstawie rozkazu L.dz. 1595/II.II-A. tjn. 39 Oddziału II Sztabu Głównego z 15 maja 1939 roku. Siedzibę placówki umieszczono w Sanoku. Na stanowisko kierownika placówki został wyznaczony kapitan Józef Andrzej Robak. Zadaniem placówki było prowadzenie wywiadu ofensywnego na terytorium Pierwszej Republiki Słowackiej. Placówka nr 12 podlegała szefowi Ekspozytury nr 5 Oddziału II Sztabu Głównego we Lwowie. 10 lipca 1939 roku placówka została przeniesiona do Jasła i podporządkowana szefowi Oddziału II Sztabu Armii „Karpaty”.